# Правова система Мальдівської Республіки
Правова система Мальдівської Республіки — змішана правова система, що функціонує в Мальдівській республіці. Поєднує мусульманське право та англійську правову традицію.

## Загальна характеристика
На правовій системі Мальдівів позначилася історія країни. Мальдівська Республіка є самостійним султанатом ще з ХІІ століття. З 1887 до 1965 року офіційно територію країни мала під своїм протекторатом Велика Британія. Хоча остання ніколи не здійснювала прямого управління, вона мала під своїм контролем зовнішню політику держави та її оборону, тоді як султанат жив за своїми законами, встановленими в середині країни. Таким чином, не дивлячись на цей факт, держава і право країни зазнали певного впливу зі сторони правової культури Великої Британії. Держава оголошена республікою у 1968 році.

На сьогодні є чинною Конституція Мальдівської Республіки 1997 року, що замінила основний закон 1968 року.
Мальдівська правова система-змішана. В основі законодавства лежить мусульманське право, що регулює питання особистого статусу- такі як шлюб, розлучення, спадкування тощо, тоді як торговельні питання та деякі інші регулюються англійським загальним правом. Згідно з Конституцією мусульманське право має пріоритет над світським.
Торгове право. Закон про контракти, закон про підприємницької діяльності іноземних осіб та Закон про туризм, закон про компанії є джерелами торгового права.
Трудове право. Право на об'єднання та страйк не забороняється, але і не визнається трудовим законодавством. Профспілки не існували довгий час, лише з 2000 року почали з'являтися.

Кримінальне право. Норми шаріату є основою для кримінального законодавства Мальдівів. Серед загальних видів покарань (штраф, виплата компенсації, домашній арешт, тюремне ув'язнення), місце мають також биття батогом і висилка на віддалені острови, смертна кара. Остання не була реалізована жодного разу до 1952 року. Відомі шаріату покарання, що спричиняють шкоду здоров'ю, забороняються конституцією.

## Судова система, органи контролю
Суди, які знаходяться в столиці республіки–цивільний суд, кримінальний суд, суд у сімейних справах і справах неповнолітніх, а також Високий суд входять до складу судової системи Мальдівської Республіки.

Невеликі справи розглядаються єдиним суддею-магістратом, який є на кожному з 204 населених островів. Найважливіші справи розглядаються Високим судом як судом першої інстанції, а також це й же суд є апеляційним. Рішення даного суду затверджується президентом, який є вищою судовою інстанцією, і до компетенції якого входить вимагання повторного слухання справи. Але згідно з декретом президента 1995 року його рішення може бути переглянуте дорадчим органом, до складу якого входить 5 членів, призначених головою держави.
Президент Республіки на власний розсуд призначає і заміщує суддів.
Служба генерального аторнея несе відповідальність за підтримання державного обвинувачення в суді.